# Philipp Schenk (Eishockeyspieler)
Philipp Schenk (* 3. Dezember 1914 in München; † nach 1950) ist ein ehemaliger deutscher Eishockeyspieler.

## Karriere
Philipp Schenk spielte auf Vereinsebene für den SC Riessersee. Mit diesem gewann er in den Jahren 1935, 1938, 1941, 1947, 1948 und 1950 jeweils den deutschen Meistertitel. Zum 1. Mai 1933 war er der NSDAP beigetreten (Mitgliedsnummer 2.945.223), für die er als Blockhelfer aktiv war.

### International
Für die deutsche Eishockeynationalmannschaft nahm Schenk an den Olympischen Winterspielen 1936 in Garmisch-Partenkirchen teil.

## Erfolge und Auszeichnungen
- 1935 Deutscher Meister mit dem SC Riessersee
- 1938 Deutscher Meister mit dem SC Riessersee
- 1941 Deutscher Meister mit dem SC Riessersee
- 1947 Deutscher Meister mit dem SC Riessersee
- 1948 Deutscher Meister mit dem SC Riessersee
- 1950 Deutscher Meister mit dem SC Riessersee

## Weitere Karriere
Philipp Schenk erwarb den Doktortitel.